# Питироло (Рим)
Питироло је насеље у Италији у округу Рим, региону Лацио.
Према процени из 2011. у насељу је живело 35 становника. Насеље се налази на надморској висини од 308 м.